# Rio Jacutinga (Iguaçu)
Der Rio Jacutinga ist ein etwa 29 km langer linker Nebenfluss des Rio Iguaçu im Süden des brasilianischen Bundesstaats Paraná.

## Etymologie
Jacutinga bezeichnet in Brasilien einen Vogel aus der Familie der Hokkohühner.

## Geografie

### Lage
Das Einzugsgebiet des Rio Jacutinga befindet sich auf dem Terceiro Planalto Paranaense (Dritte oder Guarapuava-Hochebene von Paraná).

### Verlauf
Sein Quellgebiet liegt im Munizip Bituruna am Nordhang der Serra do Irati auf 1.057 m Meereshöhe. Es ist etwa 8 km südwestlich des Hauptorts in der Nähe der PR-170.
Der Fluss verläuft in nördlicher Richtung. Er mündet auf 719 m Höhe von links in den Rio Iguaçu, der hier für das Kraftwerk Foz do Areia aufgestaut ist. Er ist etwa 29 km lang.

### Munizipien im Einzugsgebiet
Der Rio Jacutinga verläuft vollständig innerhalb des Munizips Bituruna.